# Oksu (métro de Séoul)
Oksu (hangeul : 옥수 ; hanja : 玉水) est une station de correspondance entre la ligne 3 et la ligne Gyeongui-Jungang du métro de Séoul. Elle est située dans l'arrondissement de Seongdong-gu à Séoul en Corée du Sud.

## Situation sur le réseau

Plan du réseau (2023)

Établie en surface, Susaek, est une station de correspondance entre la ligne 3 et la ligne Gyeongui-Jungang du métro de Séoul :
sur la ligne 3, elle est située entre la station Geumho, en direction du terminus nord-ouest Daehwa, et la station Apgujeong], en direction du terminus sud-est Ogeum.
et, sur la ligne Gyeongui-Jungang, elle est située entre la station Hannam, en direction du terminus nord-ouest Munsan, et la station Eungbong, en direction du terminus est Jipyeong.

## Services aux voyageurs

### Desserte

#### Station ligne 3

Installations
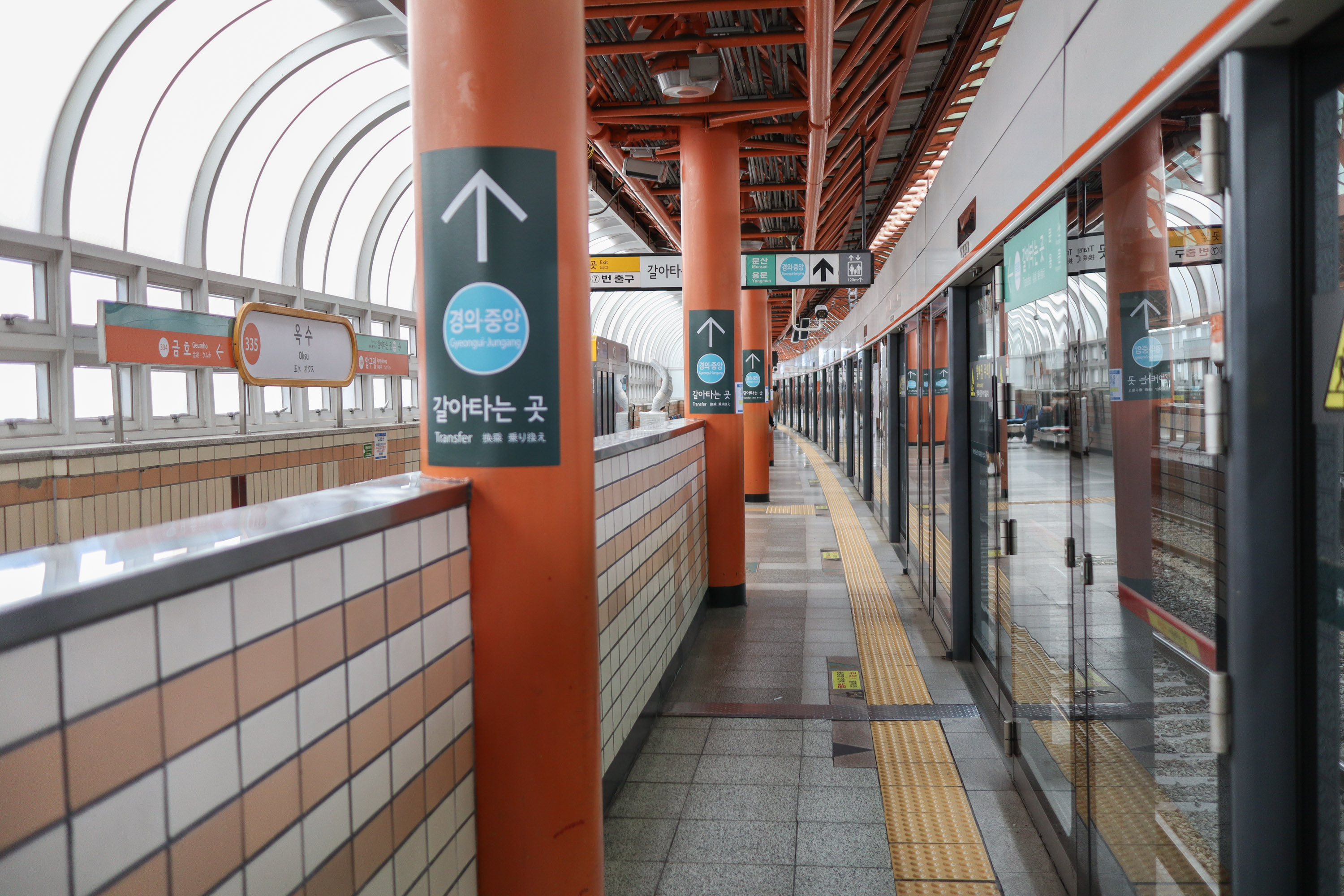
En 2022.
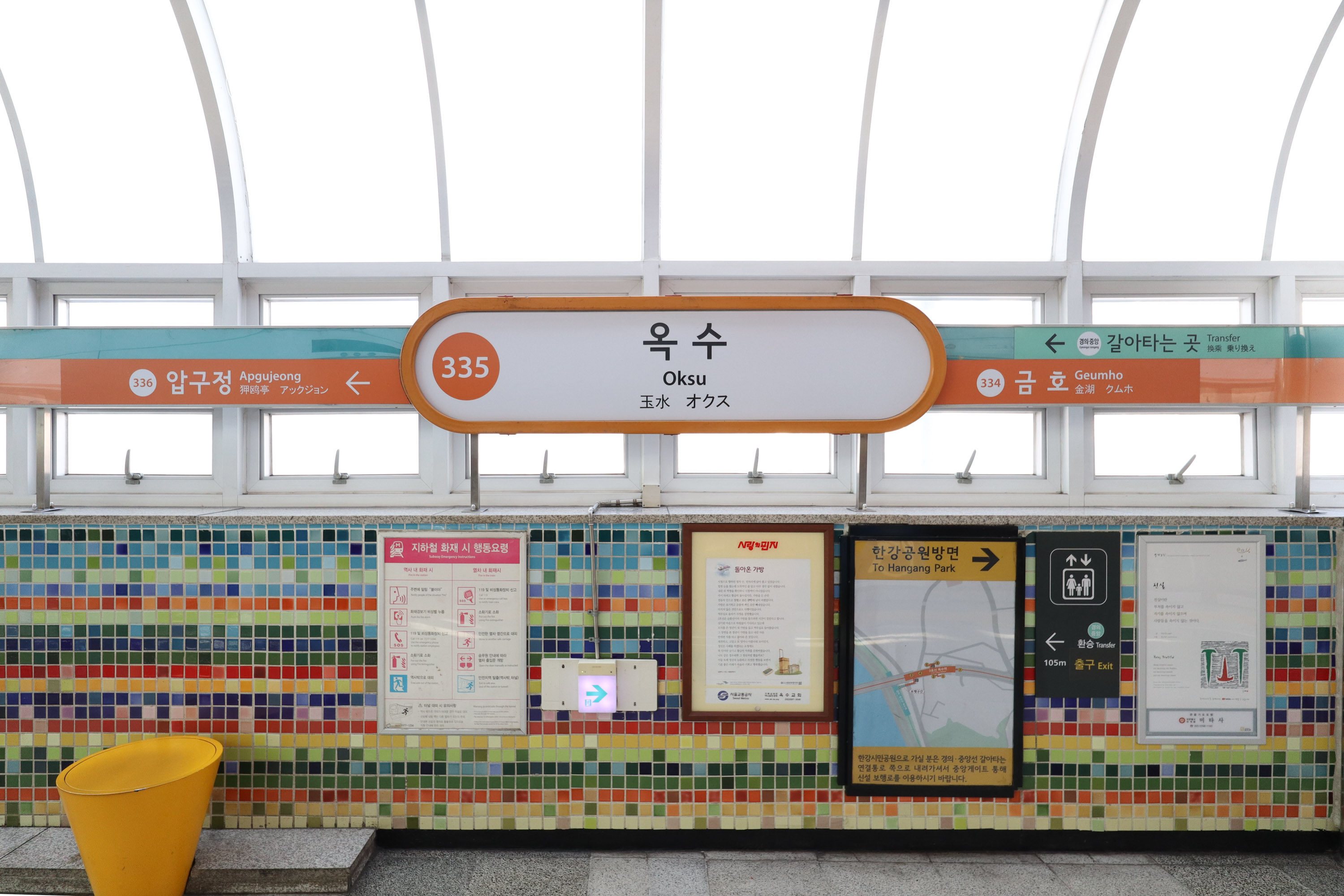
En 2022.
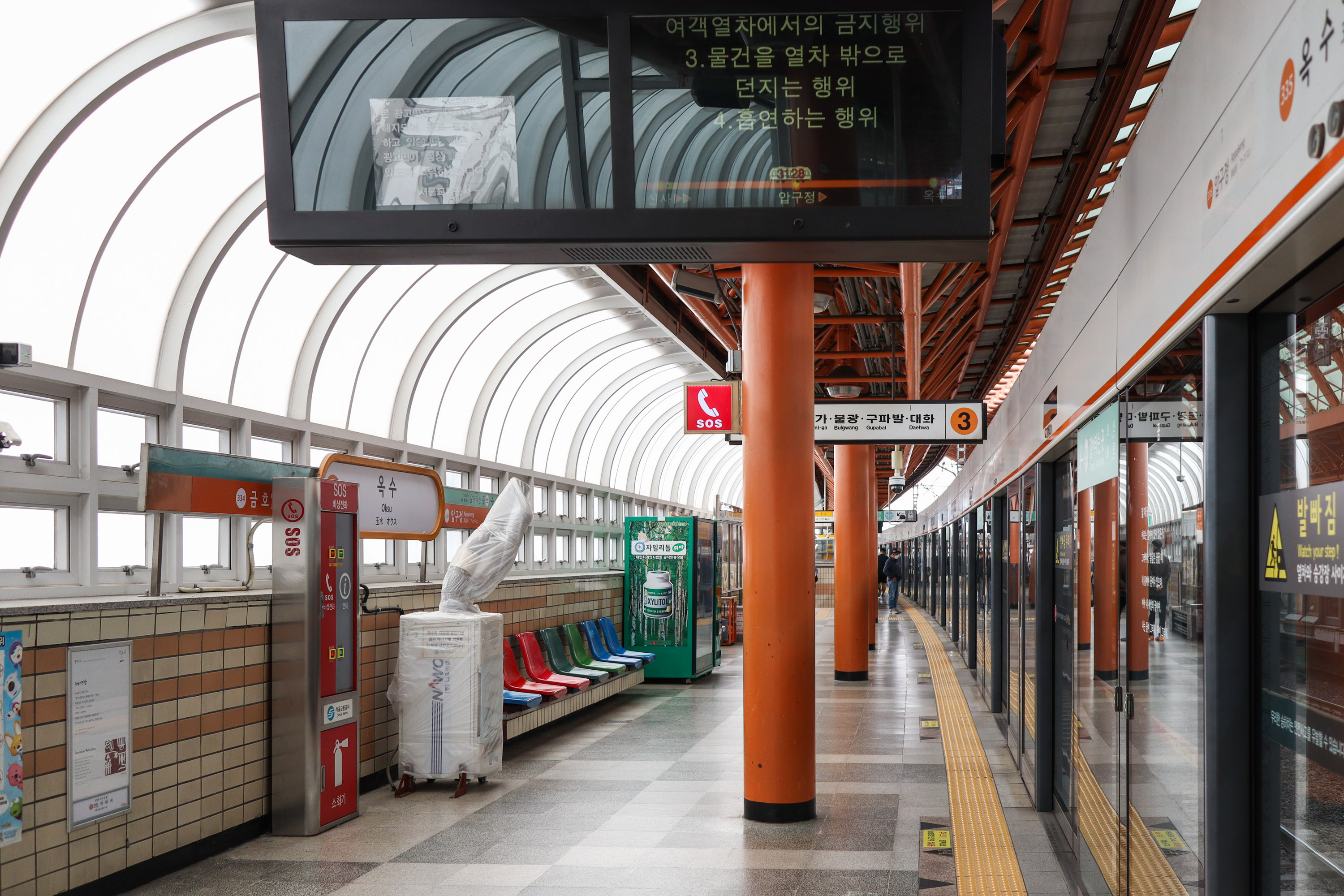
En 2022.

#### Station ligne Gyeongui-Jungang

Installations
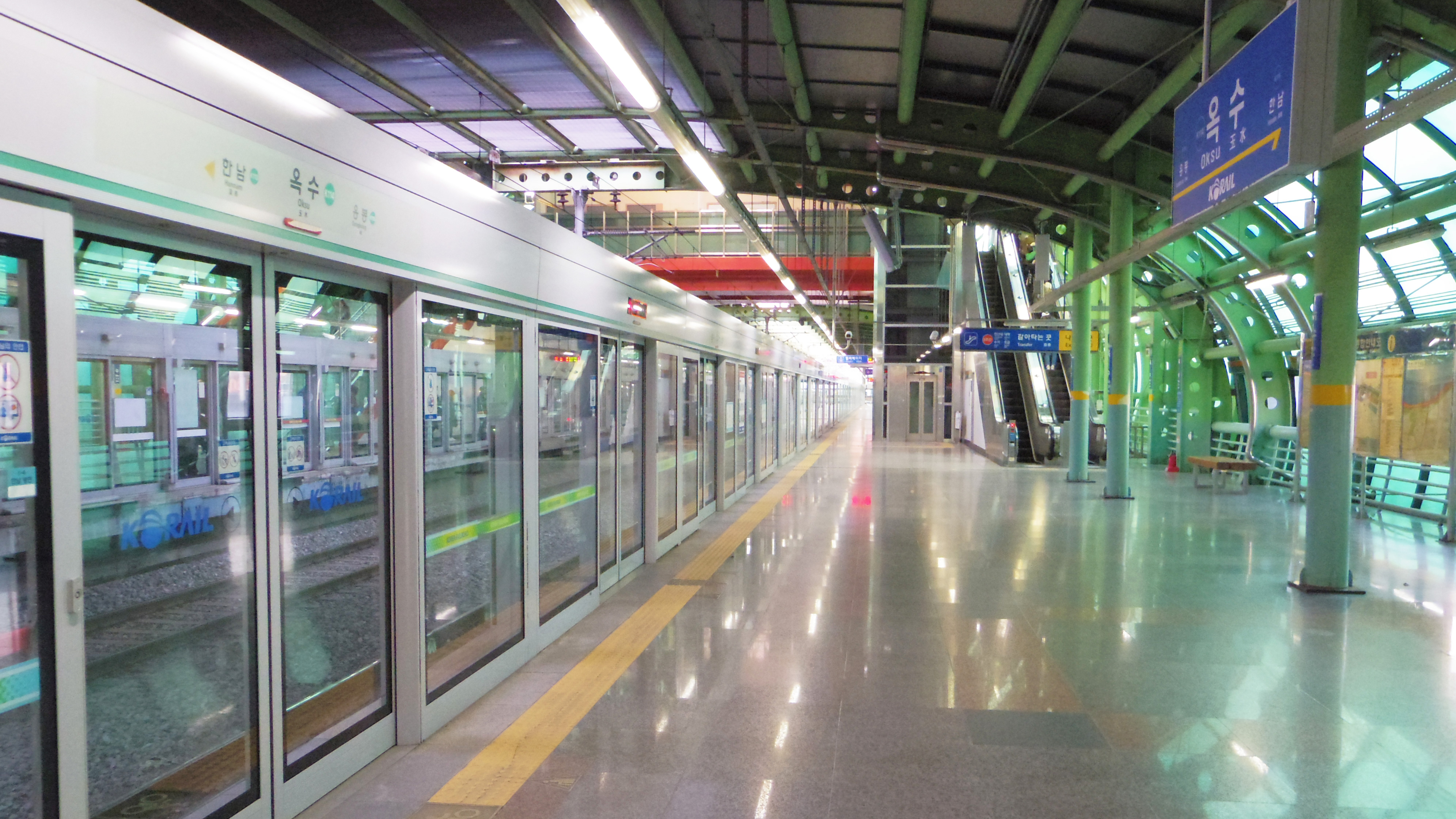
En 2018.
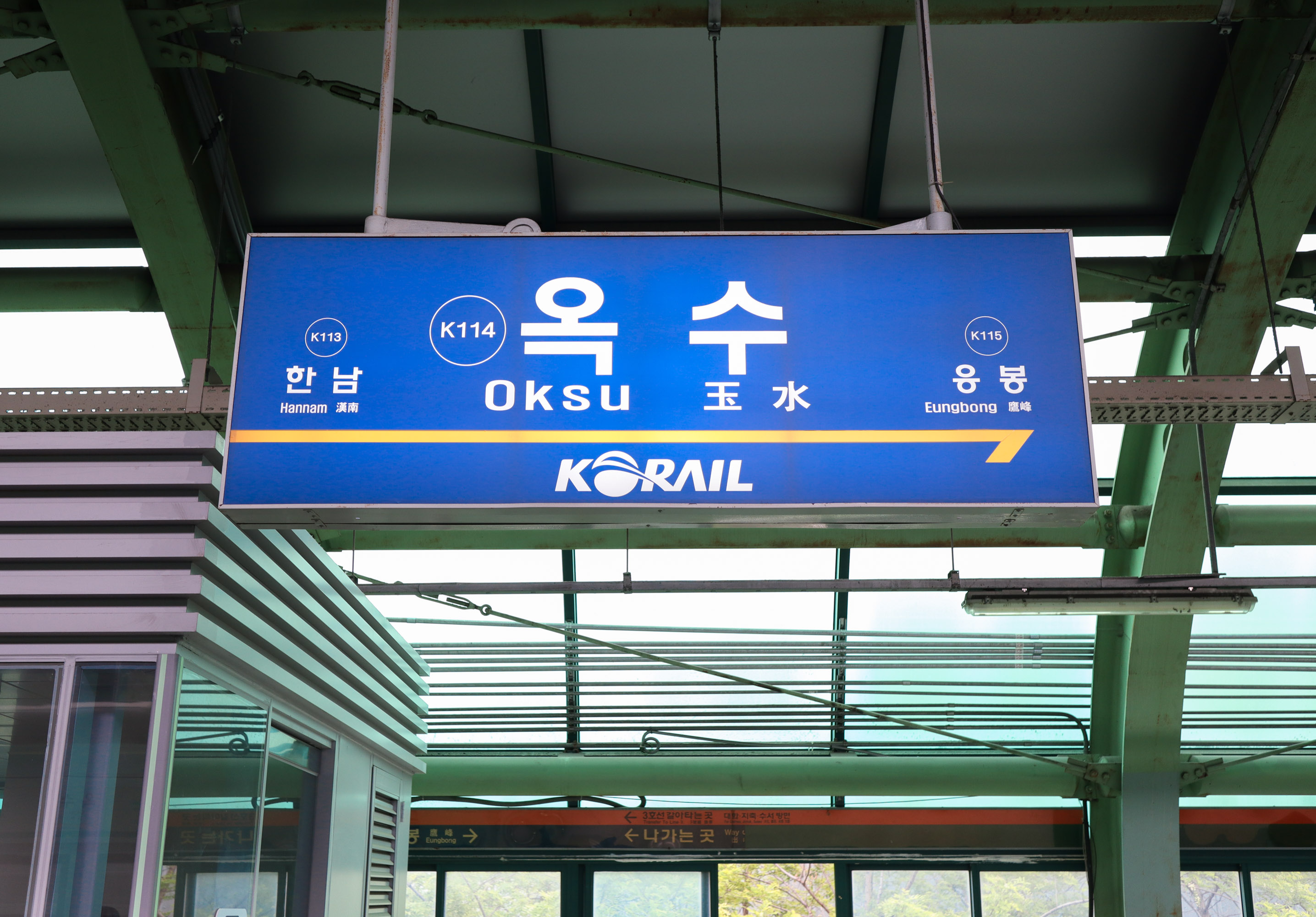
En 2022
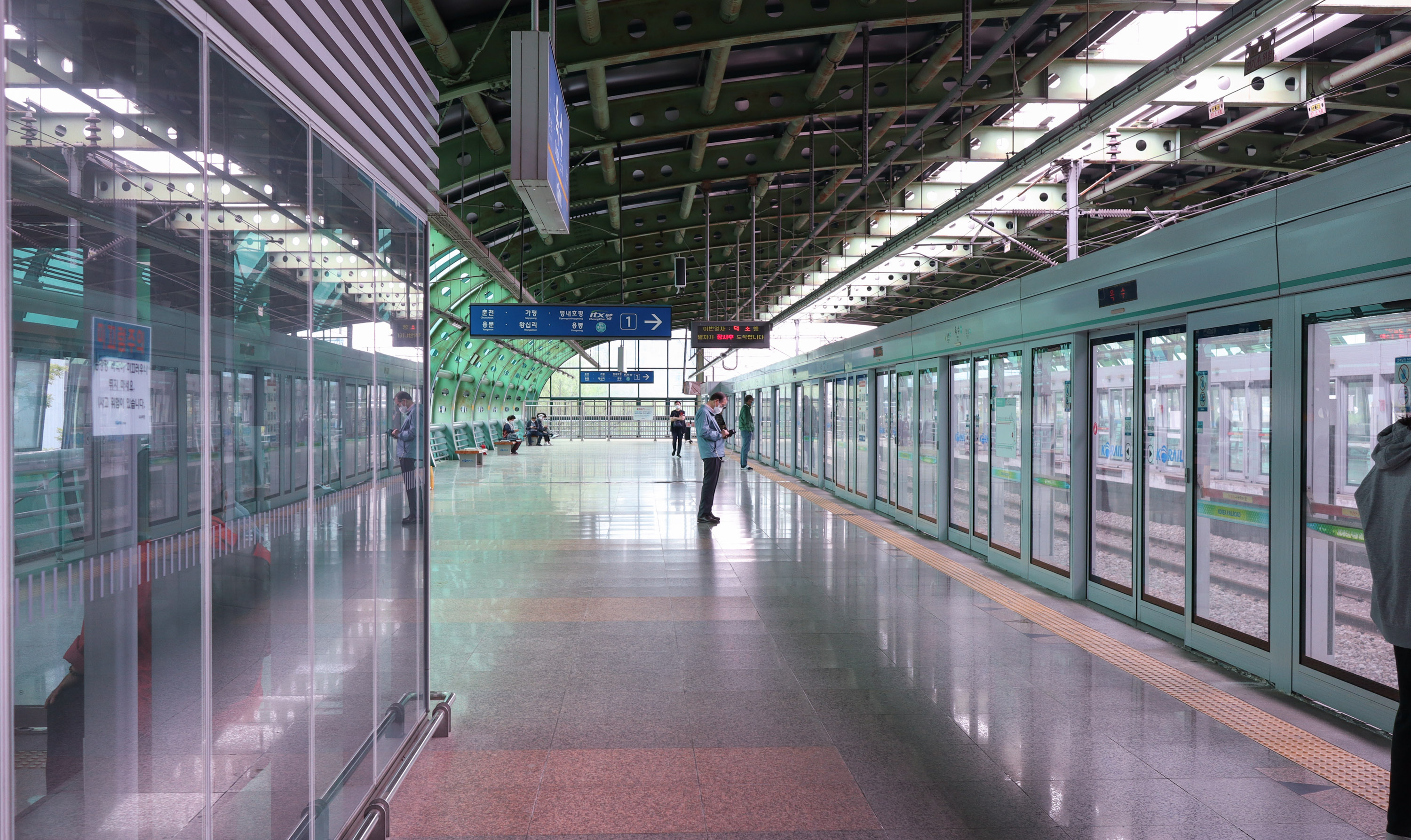
En 2022.